# Dumaresq River
Dumaresq River är ett vattendrag i Australien. Det ligger i delstaten Queensland, omkring 280 kilometer sydväst om delstatshuvudstaden Brisbane.
Omgivningarna runt Dumaresq River är i huvudsak ett öppet busklandskap. Trakten runt Dumaresq River är nära nog obefolkad, med mindre än två invånare per kvadratkilometer. Genomsnittlig årsnederbörd är 782 millimeter. Den regnigaste månaden är januari, med i genomsnitt 190 mm nederbörd, och den torraste är september, med 19 mm nederbörd.